# Limnaecia eristica
Limnaecia eristica là một loài bướm đêm thuộc họ Cosmopterigidae. Loài này có ở Úc.